# William Miller Jenkins
William Miller Jenkins (* 25. April 1856 in Alliance, Ohio; † 19. Oktober 1941 in Sapulpa, Oklahoma) war ein US-amerikanischer Politiker (Republikanische Partei).

## Leben
Jenkins war von Mai 1901 bis November 1901 Gouverneur des Oklahoma-Territoriums und wurde am 30. November durch US-Präsident Theodore Roosevelt seines Amtes enthoben. Er machte eine Ausbildung als Rechtsanwalt. 1893 wurde er als solcher zugelassen und ging nach Arkansas City, um dort eine Anwaltskanzlei zu eröffnen. Er kaufte eine Farm im Bezirk Kay. Nach seiner Amtszeit und nach einigen Jahren in Kalifornien zog er wieder nach Oklahoma und lebte in Sapulpa.

## Politik
Von 1897 bis 1901 hatte er das Amt eines Ministers in Oklahoma inne.
Kritik an seinem Umgehen mit Geschehnissen in einem privaten Sanatorium in Norman und der gleichzeitige Tod des Präsidenten William McKinley (vermutlich ein Förderer Jenkins) führten zur Amtsenthebung durch dessen Nachfolger Roosevelt nur wenige Monate nach Jenkins Amtsübernahme.